# Gerrit Keizer
Gerard Pieter Keizer, más conocido como Gerrit Keizer (Ámsterdam, Países Bajos; 18 de agosto de 1910-ibídem, 5 de diciembre de 1980), fue un futbolista neerlandés. Jugó de guardameta y su primer equipo fue el Ajax Ámsterdam. 

## Trayectoria

### Selección nacional
Fue internacional con la selección de fútbol de los Países Bajos un total de dos partidos.

## Clubes
| Club                              | País         | Año       |
| --------------------------------- | ------------ | --------- |
| Ajax Ámsterdam                    | Países Bajos | 1928-1929 |
| Margate Football Club             | Inglaterra   | 1930      |
| Arsenal Football Club             | Inglaterra   | 1930-1931 |
| Charlton Athletic Football Club   | Inglaterra   | 1931-1932 |
| Queens Park Rangers Football Club | Inglaterra   | 1932-1933 |
| Ajax Ámsterdam                    | Países Bajos | 1933-1948 |

## Títulos

### Campeonatos nacionales
| Título | Club | País | Año |
| ------ | ---- | ---- | --- |
|        |      |      |     |